# Igor Angelovski
Igor Angelovski (en macédonien : Игор Ангеловски) est un joueur puis entraîneur de football macédonien né le 2 juin 1976 à Skopje. Il évolue au poste de milieu de terrain dans les années 1990 et 2000.

## Biographie

### Carrière de joueur
Formé au FK Makedonija GP Skopje, Igor Angelovski rejoint en 1996 le FK Pelister Bitola. Il retourne à son club formateur la saison suivante, puis évolue au Publikum Celje en Slovénie de 1998 à 2000. Il joue ensuite au FK Cementarnica 55 Skopje lors de la saison 2000-2001, au FK Pobeda Prilep lors de la saison 2001-2002 puis au FK Cementarnica 55 Skopje de 2002 à 2008.

### Carrière d'entraîneur
Il devient ensuite directeur sportif du FK Rabotnički Skopje avant d'en être l'entraîneur de 2013 à 2015 ; il est le plus jeune entraîneur champion de Macédoine, à l'âge de 38 ans, lors de la saison 2013-2014. Il est également en parallèle sélectionneur adjoint de la sélection macédonienne de juillet à octobre 2015. 
Il devient en octobre 2015 sélectionneur de l'équipe nationale de Macédoine du Nord, qu'il qualifie pour la première fois de son histoire à une compétition majeure, l'Euro 2020.

## Palmarès
| Cementarnica 55 Skopje - Coupe de Macédoine (1) : - Vainqueur : 2003. - Finaliste : 2002. |  | Rabotnički Skopje - Championnat de Macédoine (1) : - Vainqueur : 2014. - Coupe de Macédoine (2) : - Vainqueur : 2014 et 2015. |